# 不可传送定理
在量子信息论中，不可传送定理（英語：No-teleportation theorem）指出，任意量子态不能被转换成一个经典比特序列（即便这个序列包含无限多个比特）；这些经典比特也不能被用来重构原始的量子态，从而无法仅仅通过移动经典比特来实现对其的“传送”。 换句话说，该定理表明量子信息的基本单位——量子比特——无法被精确、无误地转换为经典信息比特。 这不应与量子隐形传态相混淆，后者确实允许在一个位置摧毁一个量子态，并在另一个不同位置创建出其精确的复制品。
粗略地说，不可传送定理源于不确定性原理和EPR佯谬：尽管一个量子比特{\displaystyle |\psi \rangle }可以被想象成布洛赫球面上的一个特定方向，但在通常情况下，这个方向{\displaystyle |\psi \rangle }无法被精确测量；如果可以，那么该测量的结果将可以用语言描述，即成为经典信息。
不可传送定理也隐含于不可克隆定理：如果能够将量子比特转换为经典比特，那么复制一个量子比特将会很容易（因为经典比特的复制是轻而易举的）。

## 公式表述
“量子信息”一词指的是存储在量子系统量子态中的信息。 如果对于任何物理可观测量，其测量结果的期望值对于态{\displaystyle \rho _{1}}和{\displaystyle \rho _{2}}都相同，那么这两个量子态{\displaystyle \rho _{1}}和{\displaystyle \rho _{2}}就是相同的。因此，测量可以被视为一个量子输入、经典输出的信息通道，也就是说，对量子系统进行测量会将量子信息转换为经典信息。 另一方面，制备一个量子态则是将经典信息转换为量子信息。
通常，量子态由密度矩阵描述。假设有一个处于某个混合态 {\displaystyle \rho } 的量子系统。按如下方式制备该系统的一个系综：
1. 对 {\displaystyle \rho } 执行一次测量。
2. 根据测量结果，将一个系统制备到某个预先指定的状态。

不可传送定理指出，无论制备过程如何与测量结果相关联，最终得到的结果都将不同于{\displaystyle \rho }。 单个测量无法确定一个量子态。 换言之，如果一个量子通道的测量之后紧跟着制备过程，那么这个通道不可能是单位通道。一旦转换为经典信息，量子信息便无法恢复。
相比之下，如果希望将经典信息转换为量子信息，然后再转回经典信息，完美传输是可能的。对于经典比特，这可以通过将它们编码在正交的量子态上实现，这些量子态总是可以被区分的。